# Meisterschaft von Zürich 2004
Il Meisterschaft von Zürich 2004, novantunesima edizione della corsa, valido come ottava prova della Coppa del mondo di ciclismo su strada, si svolse il 22 agosto 2004 su un percorso di 241 km. Venne vinto dallo spagnolo Juan Antonio Flecha, che terminò in 6h13'30".
Alla partenza erano presenti 172 ciclisti, dei quali 95 completarono la gara.

## Squadre partecipanti
| N.      | Cod. | Squadra                           |
| ------- | ---- | --------------------------------- |
| 1-8     | TMO  | T-Mobile Team                     |
| 11-18   | QSD  | Quick Step-Davitamon              |
| 21-28   | RAB  | Rabobank                          |
| 31-38   | FAS  | Fassa Bortolo                     |
| 41-48   | LOT  | Lotto-Domo                        |
| 51-58   | SAE  | Saeco Macchine per Caffè          |
| 61-68   | CSC  | Team CSC                          |
| 71-78   | USP  | US Postal Service p/b Berry Floor |
| 81-88   | GST  | Gerolsteiner                      |
| 91-98   | COF  | Cofidis, le Crédit par Téléphone  |
| 101-108 | LAM  | Lampre                            |
| 111-118 | EUS  | Euskaltel-Euskadi                 |

| N.      | Cod. | Squadra                            |
| ------- | ---- | ---------------------------------- |
| 121-128 | PHO  | Phonak Hearing Systems             |
| 131-138 | ALB  | Alessio-Bianchi                    |
| 141-148 | LST  | Liberty Seguros                    |
| 151-158 | FDJ  | fdjeux.com                         |
| 161-168 | LAN  | Landbouwkrediet-Colnago            |
| 171-178 | DEN  | De Nardi                           |
| 181-188 | BLB  | Brioches La Boulangère             |
| 191-198 | SDV  | Saunier Duval-Prodir               |
| 201-208 | VIN  | Vini Caldirola-Nobili Rubinetterie |
| 211-218 | A2R  | AG2R Prévoyance                    |
| 221-228 | DVE  | Domina Vacanze                     |

## Ordine d'arrivo (Top 10)
| Pos. | Corridore            | Squadra       | Tempo    |
| ---- | -------------------- | ------------- | -------- |
| 1    | Juan Antonio Flecha  | Fassa Bortolo | 6h13'30" |
| 2    | Paolo Bettini        | Quick Step    | s.t.     |
| 3    | Jérôme Pineau        | La Boulangère | s.t.     |
| 4    | Dmitrij Fofonov      | Cofidis       | s.t.     |
| 5    | Michael Albasini     | Phonak        | s.t.     |
| 6    | Davide Rebellin      | Gerolsteiner  | s.t.     |
| SQ   | Michael Barry        | US Postal     | s.t.     |
| 8    | George Hincapie      | US Postal     | s.t.     |
| 9    | Óscar Freire         | Rabobank      | s.t.     |
| 10   | Massimiliano Gentili | Domina Vac.   | s.t.     |